# Kilombero
Kilombero es un valiato de Tanzania perteneciente a la región de Morogoro.
En 2012, el valiato tenía una población de 407 880 habitantes. Su centro administrativo es la ciudad de Ifakara, que con posterioridad a dicho censo ha dejado de pertenecer al valiato y forma por sí misma una unidad equiparada a un valiato.
El valiato se ubica en el centro y en la esquina suroccidental de la región. Recibe su nombre del río Ulanga, que también se conoce como "río Kilombero".

## Subdivisiones
En 2012 se dividía en las siguientes 19 katas (nueve de ellas pasaron a pertenecer a la ciudad-valiato de Ifakara en la reforma posterior):
- Chisano
- Chita
- Idete
- Ifakara
- Kibaoni
- Kiberege
- Kidatu
- Kisawasawa
- Lumemo
- Mang'ula
- Masagati
- Mbingu
- Mchombe
- Mkula
- Mlimba
- Mofu
- Sanje
- Uchindile
- Utengule